# ウェンディ・リチャード
ウェンディ・リチャード（Wendy Richard、出生時の名はWendy Emerton、1943年7月20日 - 2009年2月26日）は、イギリスの女優。オーストラリアの脚本家Wendy Richardsonとは別人物。

BBC Oneのコメディ番組「Are You Being Served?」の主演キャラクターであるミスブラームスや、BBCの連続テレビドラマ「イーストエンダーズ」におけるポーリーヌ・ファウラー役として知られる。

ノース・ライディング・オブ・ヨークシャーのミドルズブラで生まれ、生涯の大半をロンドンで過ごした。乳がんの転移が原因で亡くなった。

## 参考
- allcinema